# مزار قطب‌الدین محمد
مزار قطب‌الدین محمد مربوط به اواخر دوره صفوی است و در شهرستان تربت حیدریه، بخش کدکن، دهستان کدکن، روستای برس واقع شده و این اثر در تاریخ ۱۴ اسفند ۱۳۸۵ با شمارهٔ ثبت ۱۷۸۷۴ به‌عنوان یکی از آثار ملی ایران به ثبت رسیده است.